# Superman 3

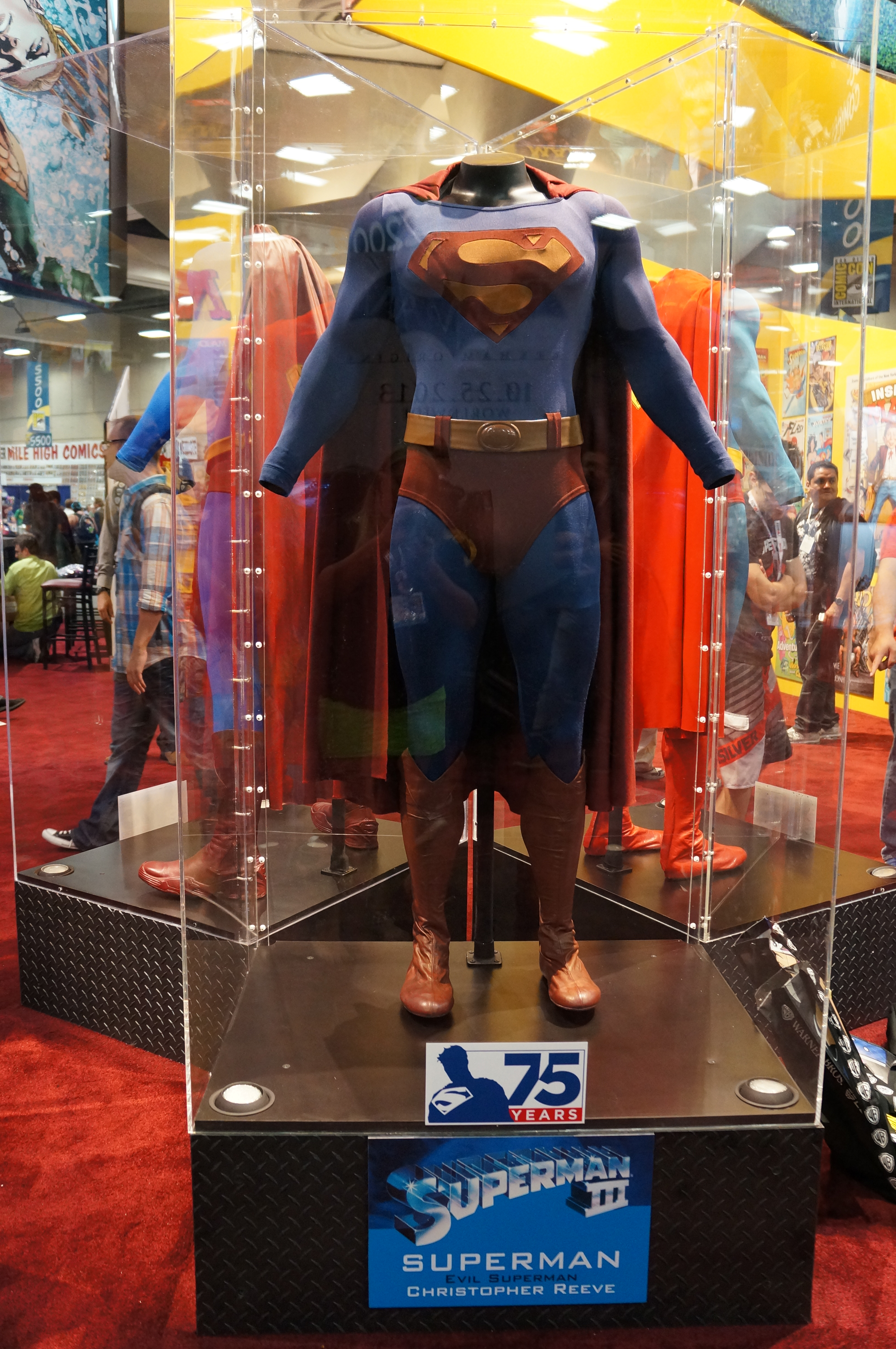
Vestit de Superman.

Superman 3 és una pel·lícula de súper-herois anglo-estatunidenca dirigida per Richard Lester, estrenada l'any 1983. Ha estat doblada al català.
És el tercer lliurament de les adaptacions cinematogràfiques de Superman amb Christopher Reeve en el paper del títol.

## Argument
Auguste Gorman, sense diners i sense talent, es descobreix un don per la informàtica. Ross Webster, amo d'una poderosa societat i geni del mal a les seves hores perdudes, utilitza el seu enginy per dominar el món gràcies als ordinadors, i destruir Superman. Aquest últim es troba aviat exposat a una kriptonita artificial que transforma la seva personalitat i en fa un ésser malèfic.

## Repartiment
- Christopher Reeve: Superman / Clark Kent / Kal-El
- Richard Pryor: August Gorman
- Jackie Cooper: Perry White
- Marc McClure: Jimmy Olsen
- Annette O'Toole: Lana Lang
- Annie Ross: Vera Webster
- Pamela Stephenson: Lorelei Ambrosia
- Robert Vaughn: Ross Webster
- Margot Kidder: Lois Lane
- Gavan O'Herlihy: Brad Wilson
- Nancy Roberts: l'empleat de l'atur
- Graham Stark: el cec
- Henry Woolf: l'home manc

## Producció

### Gènesi i desenvolupament
Ilya Salkind, productor de la saga, escriu una primera idea per la pel·lícula, que inclou Brainiac, Mr Mxyztplk o Supergirl, però tot plegat no li agrada a la Warner.

### Repartiment dels papers
Alan Alda havia estat considerat pel paper de Webster. El paper de Lana Lang va ser proposat a Jennifer Jason Leigh que el va refusar, sentint-se massa jove.
El jove que espera davant el fotomaton mentre que Clark Kent es canvia com a Superman, és el que interpretava Kal-El nen quan surt del vaixell en la primera pel·lícula cinc anys abans. Aquest actor participarà en un petit paper en la pel·lícula Man of Steel.
Al començament, el transeünt a qui li cau pintura així com una galleda de pintura és l'actor britànic Bob Todd més conegut per ser un dels vells còmplices de Benny Hill en els seus shows.

### Rodatge
El rodatge va tenir lloc al Canadà (Calgary, High River), a Anglaterra (Pinewood Productora s, Milton Keynes), a Itàlia i als Estats Units (Page, Glen Canyon).

### Música
La música de la pel·lícula va ser composta per Ken Thorne, ja present a Superman 2. D'altra banda, es troba en la pel·lícula de les composicions en l'estil synthpop de Giorgio Moroder
1. "Main Title (The Streets of Metropolis)" (5:23)[10]
2. "Saving The Factory-The Acid Test" (6:09)
3. "Gus Finds a Way" (0:58)
4. "The Two Faces of Superman" (2:50)
5. "The Struggle Within-Final Victory" (4:16)
6. "Rock On" - Marshall Crenshaw (3:35)
7. "No See, No Cry" - Chaka Khan (3:18)
8. "They Won't Get Me" - Roger Miller (3:20)
9. "Love Theme" - Giorgio Moroder (3:14)
10. "Main Title March" - Giorgio Moroder (4:20)